# Фролов, Александр Васильевич
Фролов Александр Васильевич (2 сентября 1952 года, село Нивное, Брянская область, СССР) — российский государственный деятель, гидрометеоролог, директор Гидрометцентра России (1999—2001), руководитель Федеральной службы по гидрометеорологии и мониторингу окружающей среды (Росгидромет) (2010—2017), действительный государственный советник Российской Федерации 1 класса (2012). Заслуженный метеоролог Российской Федерации. Член экспертного совета национальной премии "Хрустальный компас".

## Биография
В 1974 году окончил географический факультет Московского государственного университета им. М. В. Ломоносова по специальности «океанология».
В 1974—1976 годах проходил срочную службу в рядах Советской Армии на Дальнем Востоке в подразделениях метеообеспечения ВВС.
В 1980 году защитил диссертацию на соискание учёной степени кандидата физико-математических наук. Участвовал в научно-исследовательских экспедициях в Тихом и Индийском океане. С 1979 года работал в Гидрометцентре СССР (с 1992 года — России) в должностях младшего, старшего научного сотрудника, заведующего лабораторией (1986), заместителя директора по науке. С 1999 года — директор.
С 2001 по 2009 год — заместитель руководителя Росгидромета.
В 2009 назначен исполняющим обязанности руководителя Росгидромета, с марта 2010 — руководитель. Освобождён от должности 5 сентября 2017 года распоряжением Правительства Российской Федерации.
С октября 2017 года — помощник президента НИЦ «Курчатовский институт».
В 2010—2017 годах отвечал за проведение модернизации государственной гидрометеорологической сети и службы предупреждения о цунами на Дальнем Востоке.
При участии Александра Фролова разработан ряд законодательных и нормативно-организационных актов, укрепляющих правовые основы гидрометеорологической деятельности, в том числе «Стратегия в области гидрометеорологии и смежных с ней областях до 2030 года», и Федеральный закон № 50 «О регулировании деятельности российских граждан и российских юридических лиц в Антарктике».
Области научных исследований — геофизическая гидродинамика, теория морских течений, численный прогноз погоды, усвоение данных наблюдений компьютерными моделями. Опубликовал более 90 научных работ, в том числе в соавторстве две монографии.
Александр Фролов был председателем Оргкомитетов VII Всероссийского метеорологического съезда и VII Всероссийского гидрологического съезда. Член Главной Редакционной коллегии Национального атласа России.
Женат, есть сын.

## Международная деятельность
- Председатель Национального комитета по гидрологической программе ЮНЕСКО (с 2004 года)[9]

- Член Исполнительного совета ВМО (2012—2017)
- Руководитель Комитета Союзного государства по гидрометеорологии и мониторингу загрязнения природной среды (2010—2017)[10]
- СоПрезидент по океанографии Совместной комиссии ВМО/ЮНЕСКО по океанографии и морской метеорологии (2009—2011)
- Вице-президент Комиссии атмосферных наук ВМО (2002—2009)
- Вице-председатель Межправительственной океанографической комиссии ЮНЕСКО (2003—2007)[11]

## Награды
- Орден Александра Невского (1 февраля 2018 года) — «за достигнутые трудовые успехи и многолетнюю добросовестную работу»[12]
- Орден Почёта (14 октября 2012 года) — «за заслуги в развитии и совершенствовании гидрометеорологической службы и многолетнюю добросовестную работу»[13]
- Медаль ордена «За заслуги перед Отечеством» I степени (1 сентября 2014 года)
- Медаль «В память 850-летия Москвы» (22 июня 1997 года)
- Звание «Заслуженный метеоролог Российской Федерации» (10 декабря 2007)[14].
- Благодарность Президента Российской Федерации (16 октября 2006 года) — «за активное участие в подготовке и проведении встречи глав государств и правительств „Группы восьми“ в Санкт-Петербурге в 2006 году».
- Почётная грамота Правительства Российской Федерации (2010) — «за многолетнюю плодотворную научную деятельность в области гидрометеорологии и в связи с 70-летием со дня образования Гидрометцентра России»

## Ведомственные награды
- Премия Росгидромета им. Б. П. Мультановского и В. А. Бугаева (8 февраля 2002 года)
- Медаль Совета Безопасности России «За заслуги в укреплении международной безопасности» (30 сентября 2011 года)
- Медаль Морской коллегии «За отличие в морской деятельности» (15 марта 2012 года)
- Почётный знак Морской коллегии «За заслуги» (19 декабря 2016 года)
- Звание «Почётный доктор Северного (Арктического) федерального университета им. М. В. Ломоносова» (24 ноября 2016 года)[15]